# Чухрай Наталія Іванівна
Наталія Іванівна Чухрай (нар. 20 вересня 1964, місто Оха, Сахалінська область, РРФСР, СРСР) — український науковець, доктор економічних наук, професор кафедри менеджменту організацій Інституту економіки і менеджменту, проректор з наукової роботи Національного університету «Львівська політехніка».

### Освіта
1986 р. — закінчила Львівський політехнічний інститут інженерно-економічний факультет.
1992 р. — закінчила заочно аспірантуру у Львівському відділенні Інституту економіки АН УРСР.
1993 р. — захистила дисертацію на тему «Економічне стимулювання інноваційної діяльності (на прикладі Західного регіону)» у спеціалізованій вченій раді Львівського відділення Інституту економіки НАН України на здобуття наукового ступеня кандидата економічних наук.
2003 р. — захистила дисертацію на тему «Формування інноваційного потенціалу підприємства на засадах маркетингу і логістики» на здобуття наукового ступеня доктора економічних наук у спеціалізованій вченій раді Інституту регіональних досліджень імені М. І. Долішнього НАН України, м. Львів.
Науковий консультант: доктор економічних наук, професор Крикавський Євген Васильович, Національний університет «Львівська політехніка», завідувач кафедри, заслужений працівник освіти України.

### Професійна діяльність
- 1988—1990 рр. — інженер у Львівському відділенні Інституту економіки АН УРСР, потім — головний бухгалтер на МНВП «Аналімпо».
- 1988—1993 рр. — аспірант Львівського відділення Інституту економіки АН УРСР.
- 1993—2003 рр. — викладач-стажист, асистент, старший викладач, доцент кафедри економіки енергетичних і хімічних підприємств та маркетингу Інституту регіональних досліджень імені М. І. Долішнього НАН України;
- 2003—2008 рр. — професор кафедри (у вересні 2003 р. кафедра перейменована на кафедру маркетингу і логістики без зміни профілю підготовки фахівців).
- У грудні 2004 р. присвоєно вчене звання професора.
- Із червня 2008 р. по 2014 р. — завідувач кафедри менеджменту організацій.
- З 2007 р. Член-кореспондент Національної академії наук України.
- З 2011 р. академік Академії економічних наук України.
- З 2014& р. — професор кафедри менеджменту організацій.
- з 2014 р. — проректор з наукової роботи Національного університету «Львівська політехніка»

Проходила тренінгові програми, курси підвищення кваліфікації, стажування, зокрема за кордоном:
- стажування у Ренселерському політехнічному інституті «Навчання бізнес-стратегії на основі методу кейс-стаді», м. Трой, США (1995);
- програму «Train the Trainer» за підтримки Баварського уряду, м. Мюнхен, Німеччина (1997);
- програму зі складання кейс-стаді Durham University Business School, м. Дарем, Велика Британія (1997);
- логістичну програму з виробничої логістики, м. Берлін, Німеччина (2006);
- підвищення кваліфікації в Центрі інженерної педагогіки при Українській інженерно-педагогічній академії за спеціальністю «Інженерна педагогіка» (Харків, січень-травень 2003 р.);
- Літній інститут Академії викладацької майстерності «Як розробляти та викладати курс „Операційний менеджмент“» для викладачів ВНЗ — учасників проєкту «Бізнес-менеджмент-освіта в Україні», організований Консорціумом із удосконалення бізнес-освіти в Україні (CEUME) за підтримки Агентства США з міжнародного розвитку (USAID) (Ялта, липень 2004 р.).

### Професійний досвід
Стаж наукової роботи у вишах — 20 років — НУ «Львівська політехніка».
Н. І. Чухрай — тренер-консультант Центру підтримки бізнесу «New Biznet» (м. Львів), Міжнародного інституту бізнесу (м. Київ).
Є членом експертної ради з питань проведення експертизи дисертаційних робіт МОН України, спеціалізованої вченої ради ІНЕМ Національного університету «Львівська політехніка», НМК з менеджменту, одним з розробників галузевого стандарту спеціальності «Менеджмент інноваційної діяльності».
За вагомий внесок у науку Н. І. Чухрай нагороджена нагрудним знаком «За наукові досягнення» Міністерства освіти і науки України.
Тематика наукових досліджень:
- Формування і розвиток взаємовідносин між бізнес-партнерами.
- Стратегія ланцюга постачань у розвитку підприємств
- Маркетинг і логістика у вищому навчальному закладі.

### Громадська діяльність
Є членом Вченої ради та спеціалізованої вченої ради Інституту економіки і менеджменту Національного університету «Львівська політехніка».
З 2003 року є членом навчально-методичної комісії з «Менеджменту» секції «Логістика» при Міністерстві освіти та науки України, з 2011 року — секції «менеджмент інноваційної діяльності», а також членом експертної ради з питань проведення експертизи дисертаційних робіт МОН України.

### Основні публікації
За результатами наукових досліджень надруковано понад 300 праць з питань інноватики, стратегічного менеджменту, маркетингу та логістики, зокрема, 14 навчальних підручників та посібників, з них 7 з грифом МОН, 9 монографій та окремих розділів у 8 колективних монографіях.